# Du hast
„Du hast” (germană: Ai) este o melodie a trupei germane Neue Deutsche Härte Rammstein. A fost lansat ca al doilea single de pe al doilea album Sehnsucht (1997). A apărut pe numeroase coloane sonore pentru filme, în special The Matrix: Music from the Motion Picture, How High și videoclipul de acasă CKY2K. Este prezentat în jocurile video muzicale Guitar Hero 5 și Rock Band 3. Titlul piesei este o piesă pe omofonele du hasst („urăști”) și du hast („ai”).
| Single de Rammstein                                             | Single de Rammstein                                                                                       |                     |
| din albumult Sehnsucht                                          | din albumult Sehnsucht                                                                                    |                     |
| --------------------------------------------------------------- | --- | ------------------- |
| Alteșe                                                          | - "Bück dich" - Remixes                                                                                   |                     |
| Lansat                                                          | 19 July 1997                                                                                              |                     |
| Înregistrat                                                     | 1996–1997                                                                                                 |                     |
| Studio                                                          | Temple (Mistra, Malta)                                                                                    |                     |
| Gen                                                             | - Neue Deutsche Härte - Industrial metal - Nu metal                                                       |                     |
| Lungime                                                         | 3:55 |                     |
| Label                                                           | - Motor - London - Slash                                                                                  |                     |
| Scriitori                                                       | - Richard Kruspe - Paul Landers - Till Lindemann - Christian Lorenz - Oliver Riedel - Christoph Schneider |                     |
| Producători                                                     | - Jacob Hellner - Rammstein                                                                               |                     |
| Rammstein singles chronology                                    | |                     |
| \| "Engel" (1997) \| "Du hast" (1997) \| "Das Modell" (1997) \| | |                     |
|                                                                 | |                     |
|                                                                 | |                     |
| "Engel" (1997)                                                  | "Du hast" (1997)                                                                                          | "Das Modell" (1997) |

### Interpretări Live
Prima interpretare cunoscută a melodiei datează din 9 aprilie 1997 la Amsterdam, Olanda. De-a lungul anilor, mai multe cascadorii au fost folosite în timpul spectacolelor live ale „Du hast”, variind de la dildo-ul folosit în „Bück dich”, până la arcul folosit în „Du riechst so gut”. În turneul lor Reise, Reise și Liebe ist für alle da tour, flăcările trag în aer cu câteva picioare și Till Lindemann a tras cu un arc diferit în aer, „începând” o reacție în lanț care a tras rachete asupra publicului. Fiind un favorit al fanilor, a fost jucat în aproape toate concertele până în prezent de la interpretarea sa inițială. Când este interpretat live, intro-ul este întotdeauna puțin mai lung decât în versiunea studio.

### Versiuni
Există două versiuni ale melodiei: versiunea originală complet în limba germană și o a doua versiune parțial în limba engleză (găsită pe edițiile speciale ale albumului Sehnsucht). În a doua versiune, primul refren și versurile sunt în engleză, iar ultimul refren este în germană. Versurile în engleză nu sunt o traducere directă a germanului; versurile originale profită de o pereche de homofoane germane: atunci când sunt conjugate la forma a doua persoană singular (adică „tu”), verbele haben (a avea) și hassen (a urî) devin respectiv du hast și du hasst, care sună identic.